# Temple d'Or de Dambulla
El Temple de la Cova de Dambulla (en singalès: Dam̆būlū Len Vihāratlla, en tàmil Tampuḷḷai Poṟkōvil) també conegut com el Temple d'Or de Dambulla, és un complex de coves, situat a Dambulla, en la part central de Sri Lanka, en el districte de Matale, Provincial Central, a 148 km al nord-est de Colombo i a 72 km al nord de Kandy. Va ser declarat com a Patrimoni de la Humanitat per la Unesco l'any 1991.
És un complex de coves amb temples en el seu interior, en el més gran i millor conservat de Sri Lanka. La roca sobresurt amb una altura de 160 m sobre els plans circumdants. Hi ha més de 80 coves documentades als voltants. La principal atracció són cinc de les coves, que contenen estàtues i pintures relacionades amb Buda i la seva vida. Hi ha un total de 153 estàtues de Buda, 3 estàtues de reis de Sri Lanka i 4 estàtues de déus i deesses. Les últimes quatre són estàtues de déus hinduistes, el déu Vixnu i el déu Ganeixa. Els murals, cobreixen una àrea de 2.100 m². Les pintures a les parets de les coves inclouen la temptació de Buda pel dimoni Mara i el primer sermó de Buda.
Els habitants del Sri Lanka prehistòric van viure en aquestes coves abans de l'arribada de budisme a l'illa, doncs hi ha llocs d'enterraments amb esquelets humans de l'any 700 aC, de fa uns 2.700 anys, que han estat desenterrats en aquesta àrea d'Ibbankatuwa prop de les coves de Dambulla.

## Història

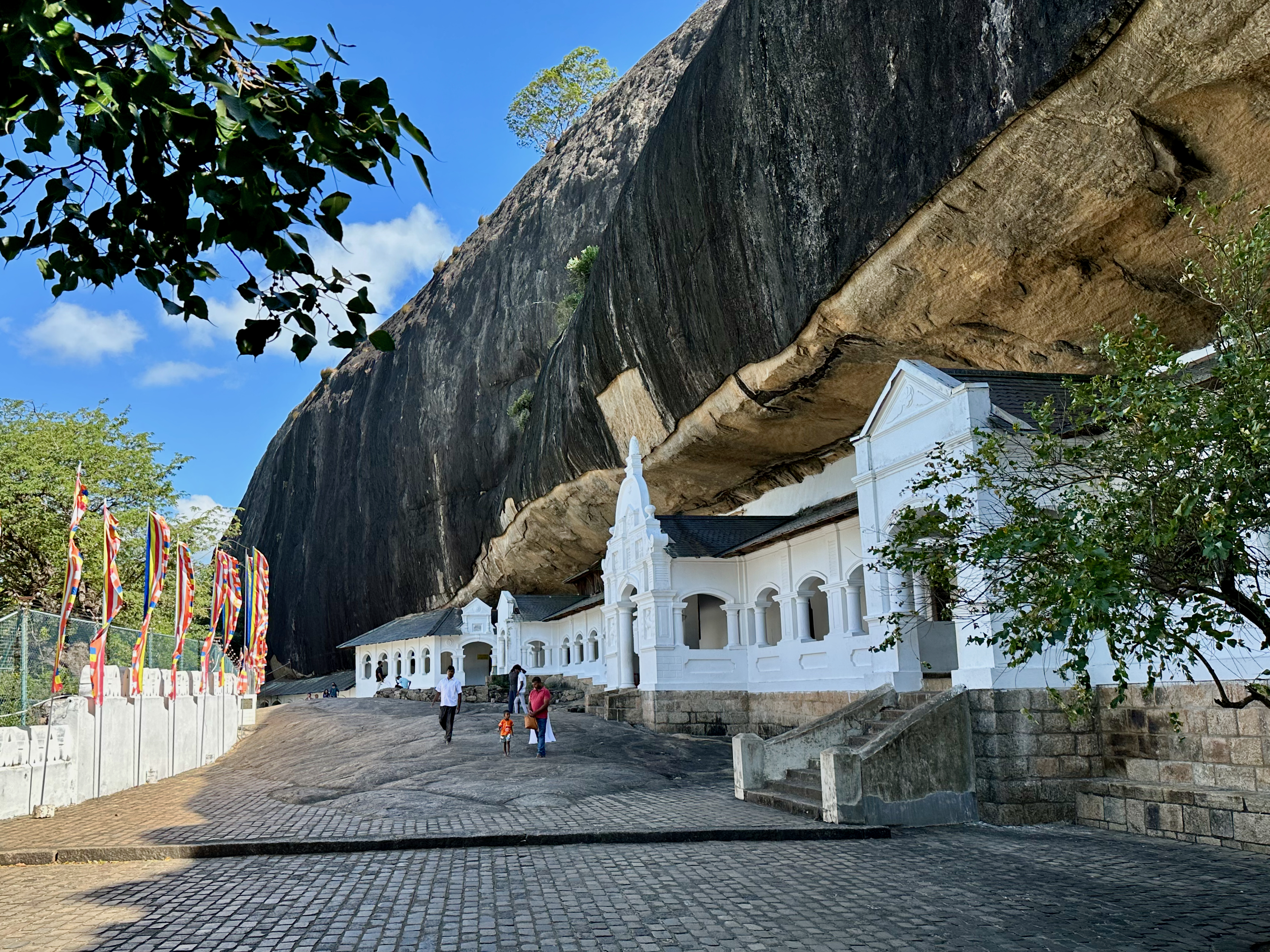
Vista exterior, entrada a les coves

Un segle abans de Crist, Vatta Gamani, o Walagam Bahu, va ascendir al tron. No obstant això, només havia regnat durant cinc mesos quan el país va ser envaït pels Chola, i Vatta Gamani es va veure obligat a fugir per salvar la seva vida, deixant una de les seves reines en mans de l'enemic. Durant catorze anys i set mesos va romandre a la regió muntanyosa, mentre cinc usurpadors es van anar succeint en el poder. Però al final Vatta Gamani va recuperar el seu tron i va purgar la terra dels seus invasors.
El segon període del seu regnat, que va durar dotze anys, va ser notable, no només pels seus triomfs literaris, sinó també per les vastes construccions erigides pel rei i els seus nobles. A Dambulla, a uns 40 km al sud de la capital, el rei va convertir una gran caverna en un Vihara, i arreu del país va fundar monestirs similars a les coves, en agraïment pel refugi que li havien ofert durant el seu temps d'exili.
Aquest complex de temples es remunta al segle I aC. Té cinc coves sota una enorme roca que queda pel damunt, amb una línia de degoteig per mantenir sec l'interior. El 1938 l'arquitectura va ser embellida amb columnates arquejades i entrades amb gablets. Dins de les grutes els sostres estan pintats amb intricats models d'imatges seguint els contorns de la roca. Són imatges de Buda i bodhisattves, així com diversos déus i deesses.
El monestir de la cova de Dambulla encara està en funcionament i segueix sent l'edifici més antic millor conservat de Sri Lanka. Aquest complex es remunta als segles iii i II aC, quan ja estava establert com un dels monestirs més grans i importants. Es creu tradicionalment que Valagamba d'Anuradhapura és qui va convertir les coves en un temple el segle I aC. Exiliat d'Anuradhapura, va buscar refugi aquí dels usurpadors del sud de l'Índia durant 15 anys. Després de reclamar la seva capital, el rei va construir un temple com a acció de gràcies. Molts altres reis van fer afegits més tard i el segle xi, les coves s'havien convertit en un gran centre religiós. Nissanka Malla de Polonnaruwa va daurar les coves i va afegir al voltant de 70 estàtues de Buda el 1190. Durant el segle xviii, les coves van ser restaurades i pintades pel regne de Kandy.

## Les cinc coves
Hi ha 364 graons per arribar al temple, que també s'anomena Jambukola Vihara. De les vuitanta coves del complex del temple, n'hi ha cinc de principals i de grandàries i magnificència variades. Les coves, construïdes a la base d'una roca de 150 metres d'alçada, en les èpoques Anuradhapura (segle I aC a 993) i Polonnaruwa (1073 a 1250), són amb diferència les més impressionants dels molts temples en coves que es troben a Sri Lanka. S'accedeix al llarg d'un suau vessant en la Roca de Dambulla, oferint una vista panoràmica de les planes circumdants, que inclou la fortalesa en roca Sigiriya, a uns 19 km. Amb el crepuscle, centenars d'orenetes cauen en picat cap a l'entrada de la cova. El temple està construït sobre muntanyes rocoses negres que serveix de bon contrast amb les parets blanques del temple. Totes les coves tenen Buda en diferents posicions amb aspecte tranquil i pacífic. També es representen deïtats hindús, com els reis Valagamba i Nissankamalla, així com Ananda, el més devot deixeble de Buda.

### Cova del Rei Diví

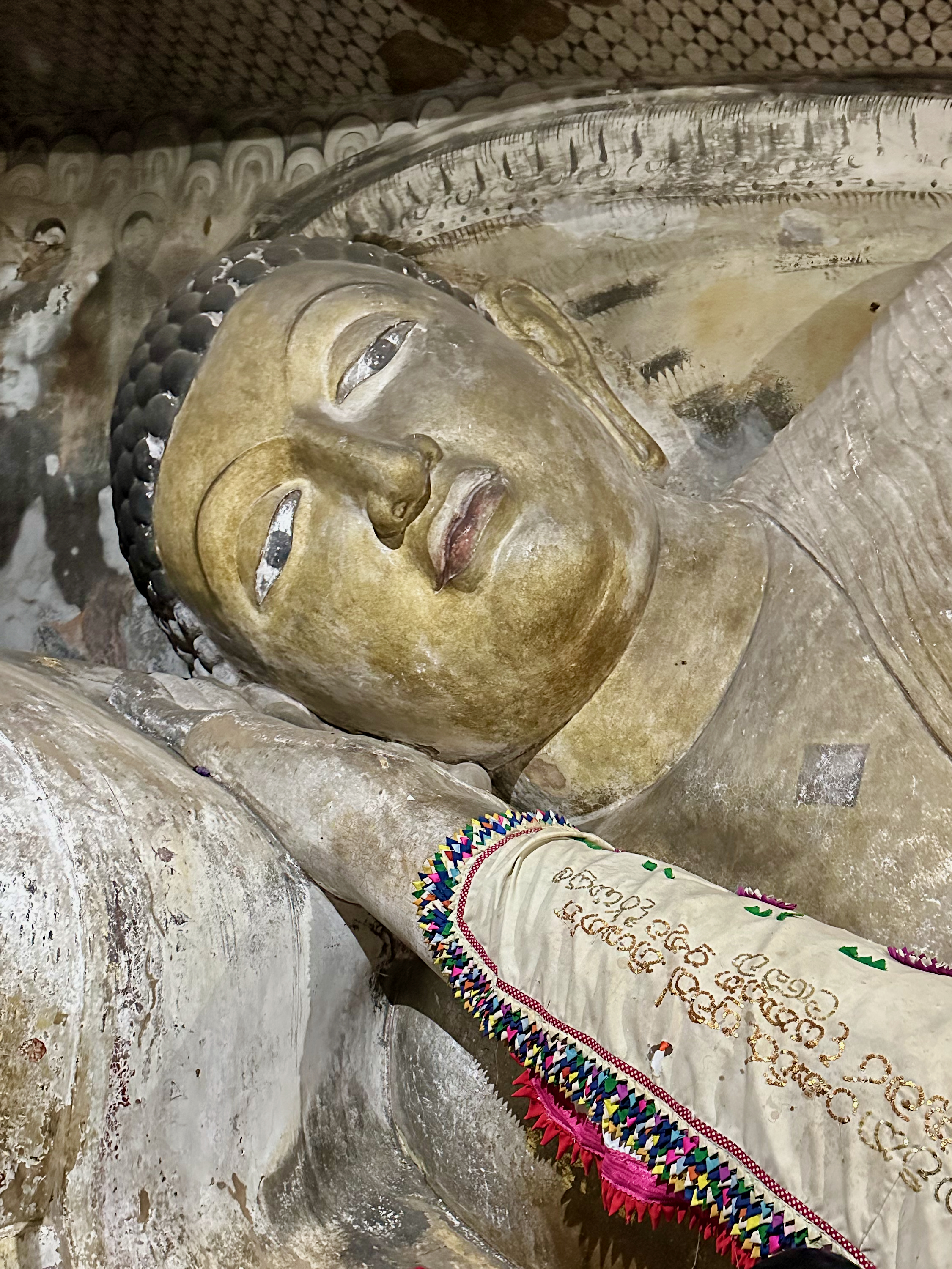
Buda estirat a la Cova del Rei Diví

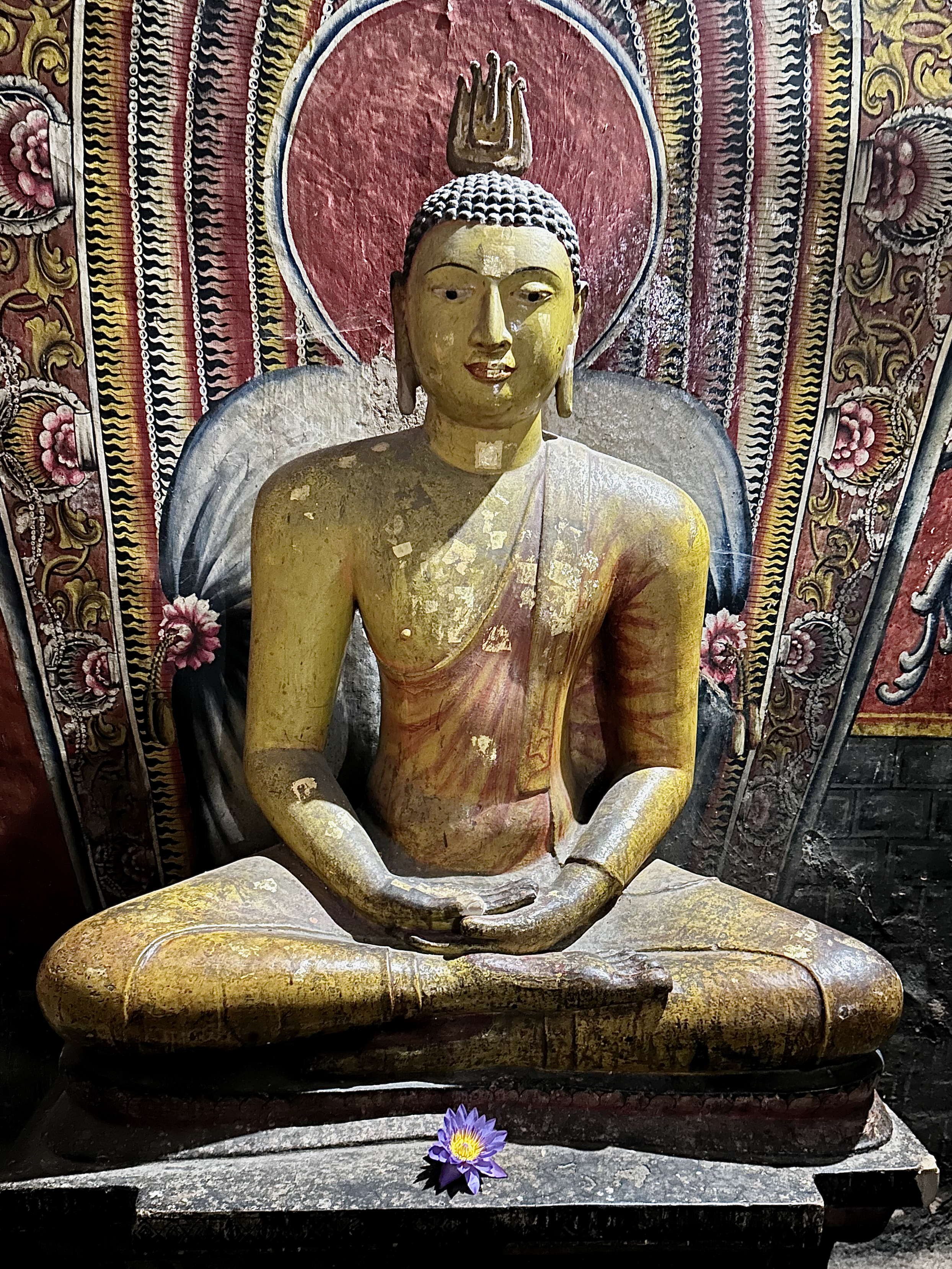
Buda assegut a la Cova del Rei Diví

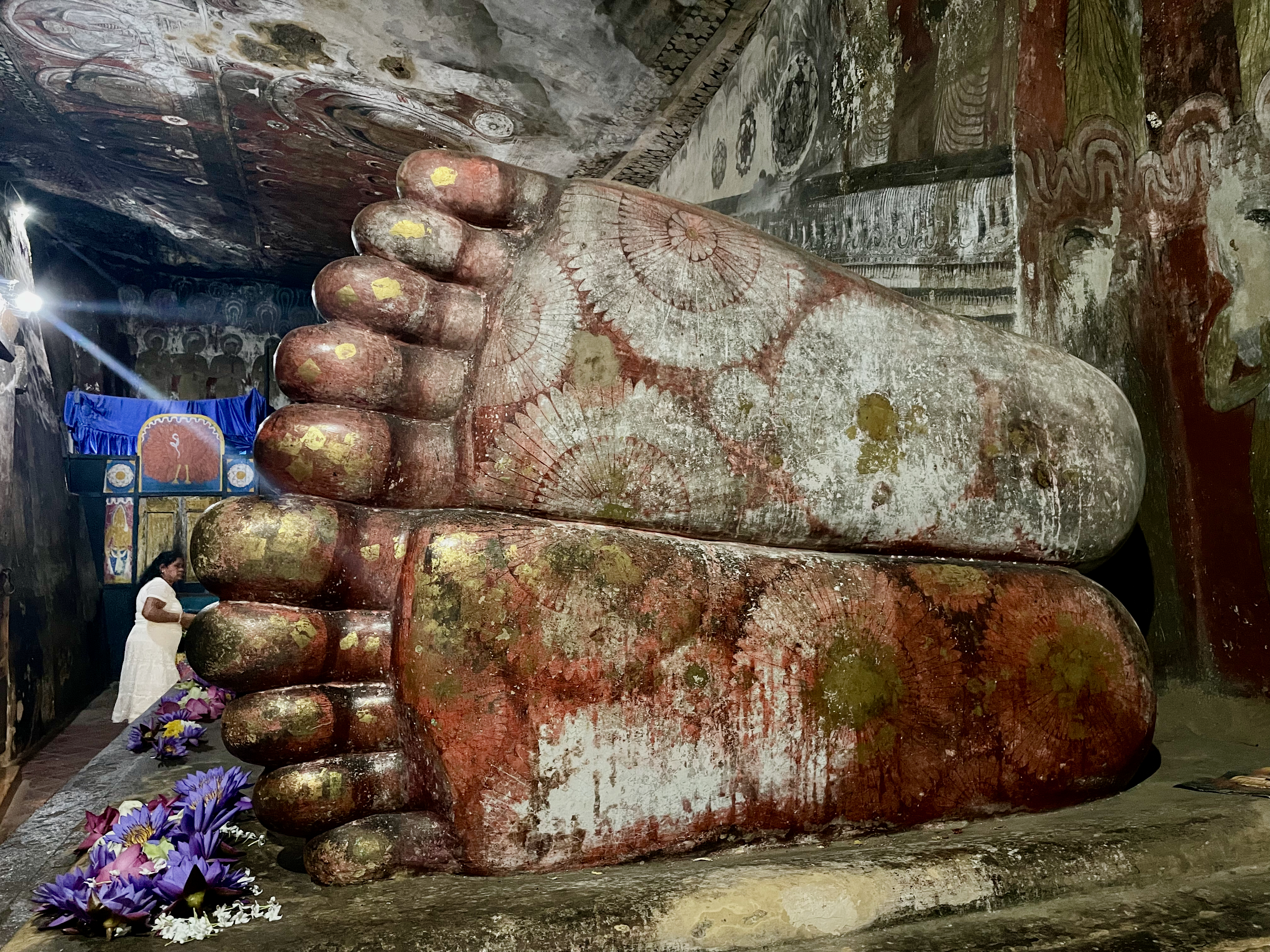
Peus del Buda estirat

A la primera cova se l'anomena Devaraja lena (lena en singalès significa cova), o Cova del Rei Diví. També és coneguda com el temple del rei dels déus Sakka. Es creu que la cova porta aquest nom perquè el déu Sakka (sobirà dels déus) va ser qui va donar els últims retocs a la imatge principal d'estàtues de Buda de 14 m esculpides a la roca.
Prop de l'entrada d'aquesta primera cova hi ha una llarga inscripció tallada a la superfície de la roca, que data del rei Nissanka Malla (1198–1207 dC). No obstant això, la fundació original del monestir és molt anterior i s'atribueix a Vatta Gamini, de qui es diu que va buscar refugi aquí quan va ser expulsat del seu tron pels tàmils al segle I aC. Una inscripció sobre la cova, sota el degoteig, data d'aquesta època i podria ser la dedicació d'aquest rei. Muller la tradueix com: "La gran cova del Gran Rei Gamani Tissa, estimat dels déus, es dona al sacerdoci dels quatre punts cardinals, presents i absents."
Aquesta cova està dominada per l'estàtua de 14 metres de Buda, llaurada en la roca. Aquesta estàtua representa el "Parinibbana" (últims moments) de Buda. Ha estat reparada incomptables vegades en el curs de la seva història, i probablement va rebre l'última capa de pintura al segle xx. Als seus peus hi ha l'alumne favorit de Buda, Ananda; al seu cap, Vixnu, que es diu que va usar els seus poders divins per a crear les coves. L'estàtua de Vixnu es creu que va ser construïda durant el regnat del Rei Walagambahu I (89-77 aC), i probablement va donar el nom Devaraja Lena. Les pintures d'aquesta cova s'han descolorit a causa de l'ús de llànties d'oli i encens per part dels adoradors d'èpoques passades.

### Cova dels Grans Reis

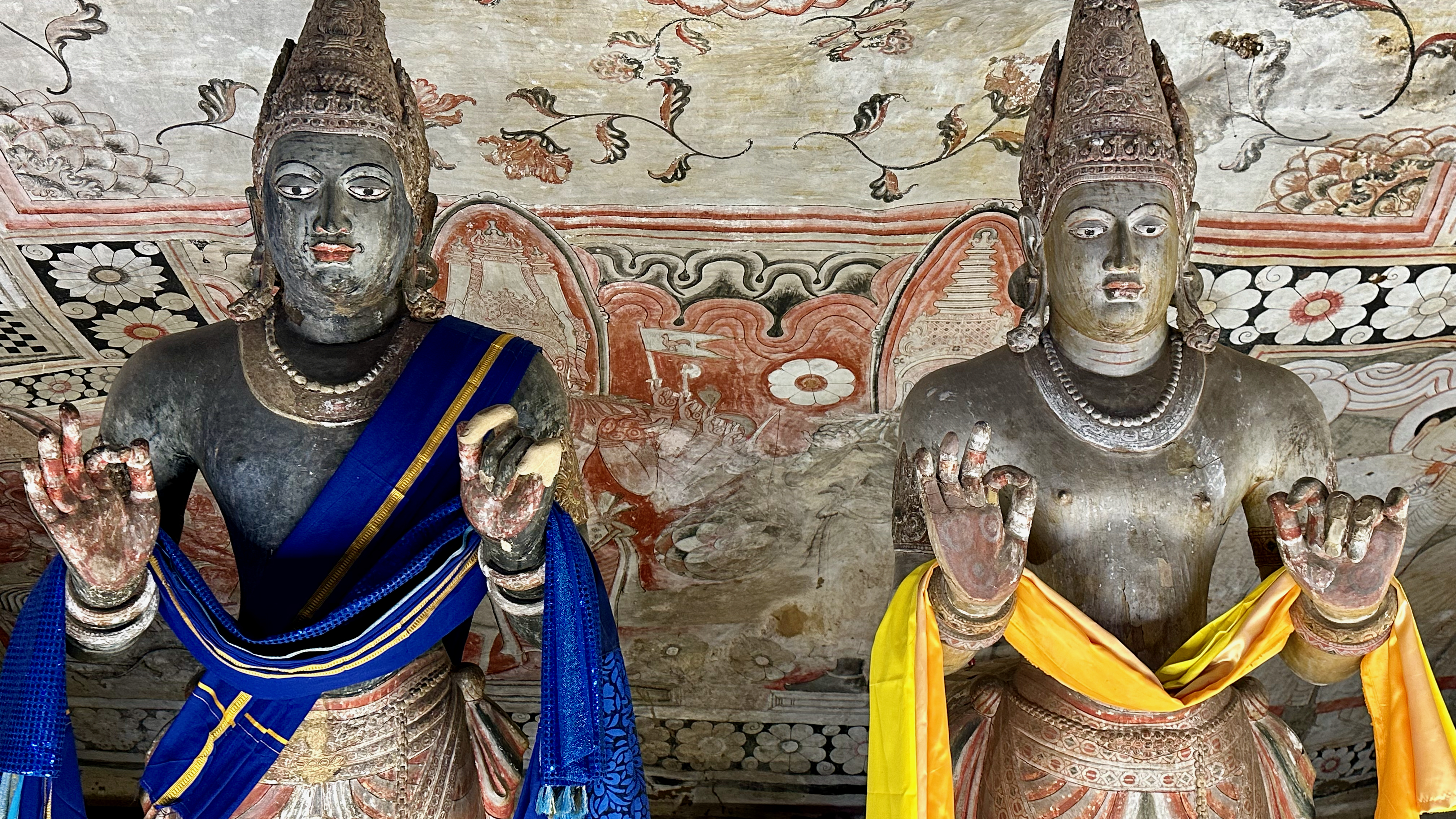
Les dues estàtues de Saman i Vixnu

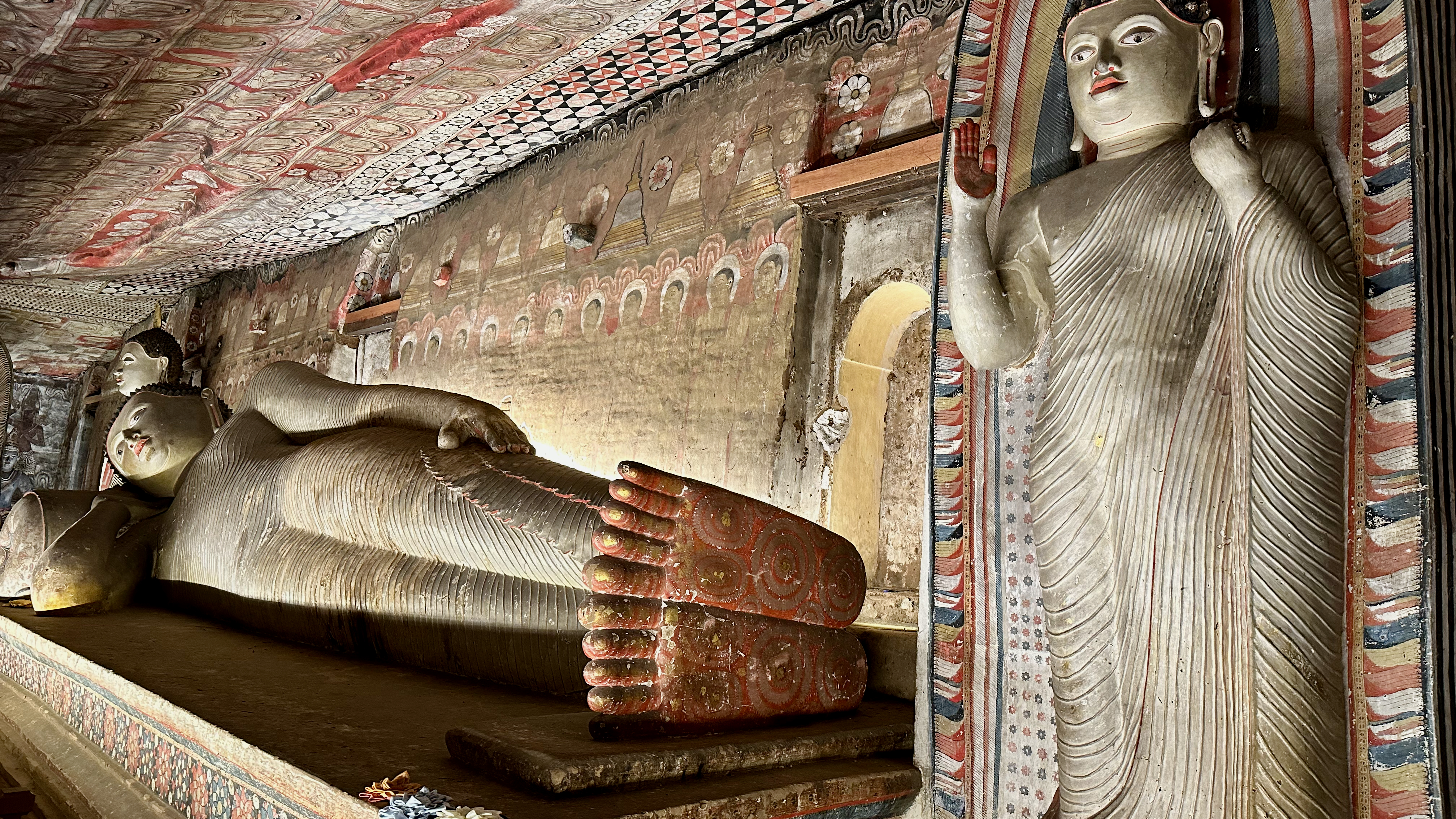
Buda reclinat al Temple de la Cova Maharajalena

Aquesta cova s'anomena Maha Raja Vihara Lena o Temple de la Cova dels Grans Reis. La segona cova és la més gran, i no es pot evitar sentir-se impressionat per la seva fila de Budes, 16 estàtues dempeus i 40 assegudes. Les pintures a les parets i al sostre són molt interessants i no només representen històries religioses, sinó també molts dels esdeveniments més destacats de la història singalesa, com el desembarcament de Vijaya, la batalla entre Elala i Duttha Gamini, i diverses escenes relacionades amb la importació de l'arbre sagrat Bo. Aquestes pintures van ser renovades durant el regnat de Kitti Siri Raja Siha (1747–1780 dC), però es diu que són còpies d'unes que ja existien.
També hi ha els déus Saman i Vixnu, que els pelegrins sovint decoren amb garlandes, i finalment estàtues del rei Vattagamani Abhaya, qui va honrar al monestir en el segle i aC, i el rei Nissanka Malla, responsable en el segle xii del daurat de 50 estàtues, com indica una inscripció en pedra prop de l'entrada del monestir. Aquesta cova és, d'acord amb això, anomenada Maharaja lena, Cova dels Grans Reis. L'estàtua de Buda llaurada en la roca en el costat esquerre de l'habitació està escortada per figures de fusta de Bodhisattvas Maitreya i Avalokiteshvara o Natha. Hi ha també una dàgoba i un deu que degota aigua a través d'una esquerda en el sostre i que es diu que té poders curatius. Distintives pintures en el sostre de la cova, que es remunten al segle xviii, representen escenes de la vida de Buda, des del somni de Mahamaya a la temptació del dimoni Mara. Altres pintures representen esdeveniments importants de la història del país.

### Gran Monestir Nou

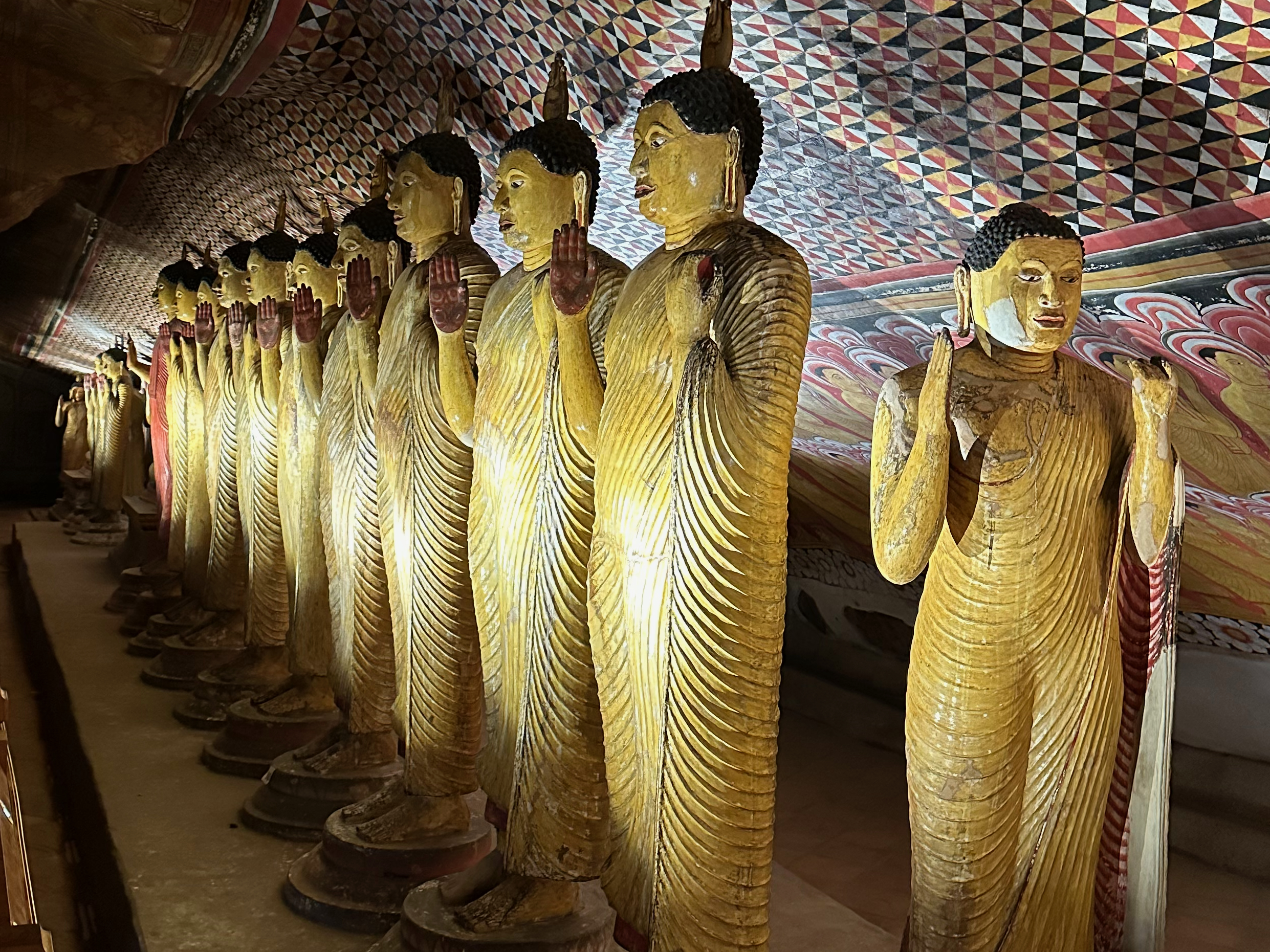
Tercera cova, budes dempeus

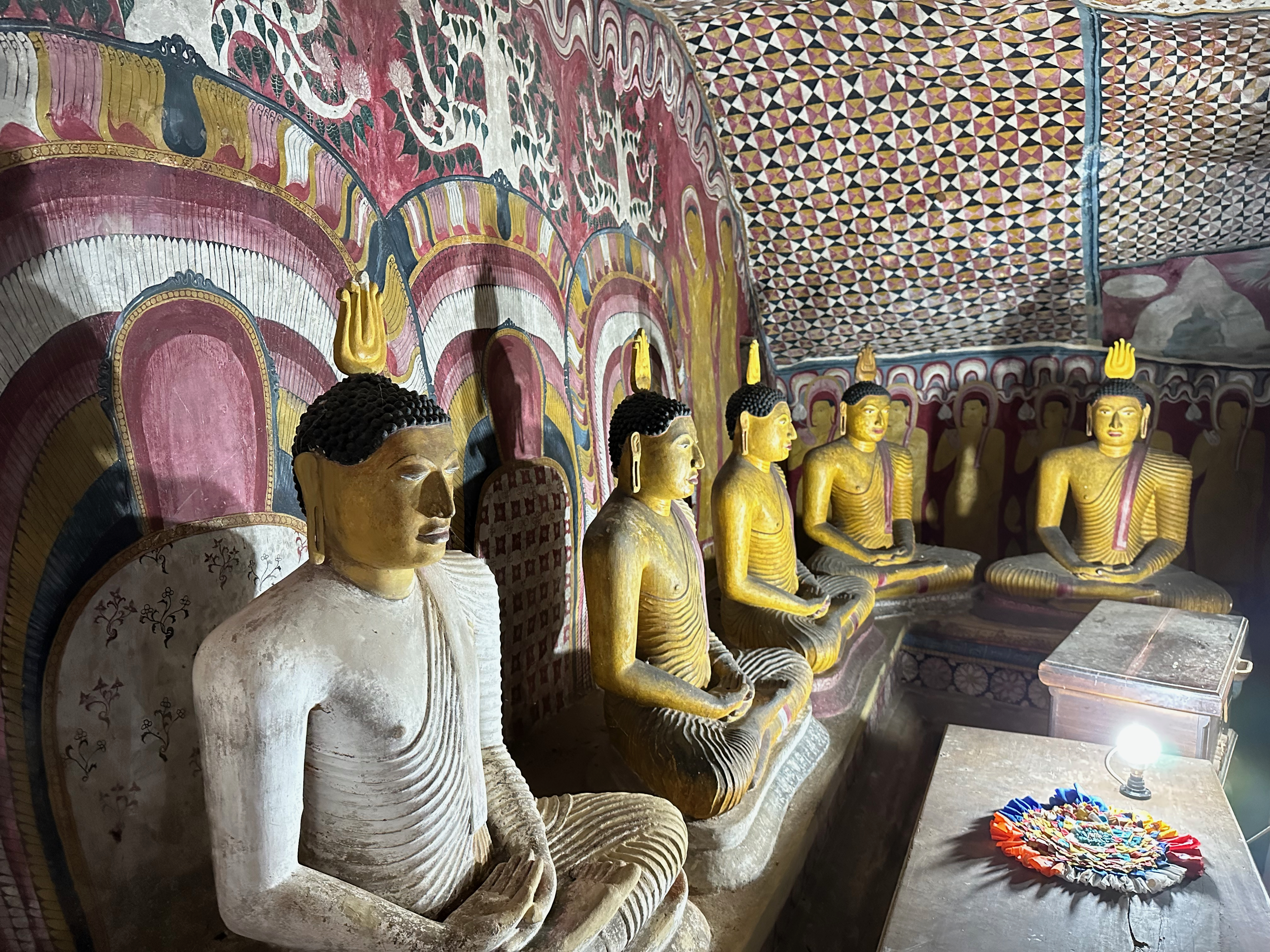
Tercera cova, budes asseguts

La tercera cova, la Maha Alut Vihara, és un temple que va ser erigit pel rei Kirti Sri Rajasinha (1747-1782), qui va governar a Kandy. Per accedir-hi, cal passar per dues portes amb elaborats arcs de drac. La cova té unes dimensions aproximades de 27 m de llarg, 24 d'ample i una altura d'11 m a prop de l'entrada. A l'interior, es troba una estàtua de Buda reclinat de 9 m de llarg, tallada directament a la roca. Al centre de la cova, destaca una impressionant estàtua de Buda assegut, envoltada per unes cinquanta estàtues de Buda, entre elles quaranta-dues dempeus i quinze assegudes. Aquesta estàtua central compta amb un arc de drac esculpit en granit. A la dreta de l'entrada, també es pot veure una estàtua del rei Kirti Sri Rajasinha, darrere de la qual hi ha un mural que representa quatre dels seus assistents. Les parets de la cova estan decorades amb magnífics murals d'estil Kandyà, i el sostre de roca està cobert amb milers de fascinants pintures de Budes asseguts.

### La Paccima Viharaya

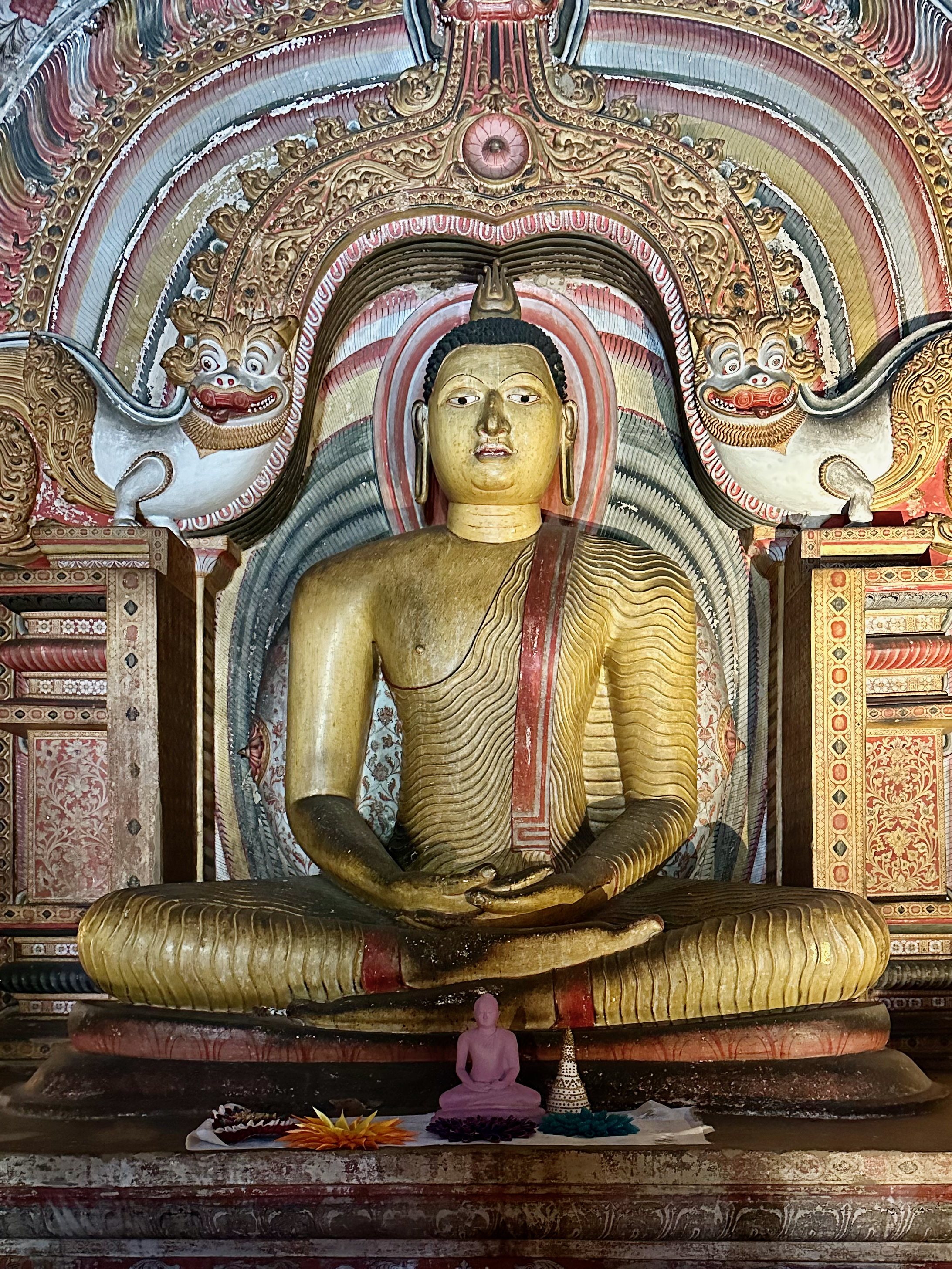
Buda assegut en postura de dhyana mudra

La quarta cova era la més occidental en temps antics, però més tard es va afegir una cova addicional al costat oest d'aquest temple. La cova mesura uns 15 m llarg i 8 d'ample. L'atracció principal és la bella imatge de Buda assegut amb un Makara Torana en postura de 'dhyana mudra'. Imatges gairebé idèntiques del Buda assegut principal estan col·locades al seu voltant. En aquesta cova hi ha un petit dàgoba que es creu que conté les joies de Somawathi, la reina del rei Valagamba. Aquest cetiya s'anomena 'Soma cetiya' per aquest motiu. Hi ha murals pintats que ara estan en un estat descolorit. També s'hi troben les estàtues del Déu Vixnu i de Saman.

## Conservació
La conservació del complex de temples de Dambulla s'ha concentrat principalment en conservar les pintures murals. Senake Bandaranayake assenyala que els dissenys es van netejar durant un projecte de conservació inicial durant els anys seixanta que va implicar la neteja dels murals i l'aplicació d'una capa protectora.
Les posteriors estratègies de conservació a Dambulla, principalment des de 1982, s'han centrar en mantenir la integritat del complex existent que ha romes inalterat des de la reconstrucció de la veranda del temple en els anys trenta. Aquesta estratègia va ser acordada en el curs d'un projecte de col·laboració entre la UNESCO, el Projecte Triangle Cultural de Sri Lanka i les Autoritats del Temple de Dambulla que va esdevenir entre 1982 i 1996.
Com el temple de Dambulla segueix actiu com a centre ritual, els plans de conservació del projecte de 1982-1996 es van dirigir a millorar la infraestructura i l'accessibilitat del lloc d'acord amb el seu estatus de lloc Patrimoni de la Humanitat declarat per la UNESCO. Això implicava la renovació del paviment tallat a mà dins del complex i la instal·lació d'il·luminació moderna. Ulteriors inversions en la infraestructura del temple han implicat la construcció d'un museu i altres instal·lacions per a turistes situades lluny del complex històric.
Inspeccions més recents de la UNESCO el 2003 van proposar una expansió a la zona actualment protegida al voltant del complex per minimitzar el dany als jaciments arqueològics que l'envolten.
El projecte de conservació emprès entre 1982 i 1996 es va centrar principalment en el disseny mural del segle xviii que representa al voltant del 80% del total de pintures conservades a Dambulla. Per a finals dels anys noranta, la major part d'aquests dissenys romanien en un estat de conservació excel·lent, conservant encara els dels santuaris més grans (Vihara 3 i Vihara 2) la major part dels seus trets del segle xviii.
La neteja no es va emprendre en el projecte de 1982-1996 que, en lloc d'això, es va centrar en la implementació d'una sèrie de mesures pal·liatives per estabilitzar els murals així com per desenvolupar una estratègia de conservació a llarg termini per minimitzar el dany humà o mediambiental.